# Каинчак
Каинчак (баш. Ҡайынсыҡ) — деревня в Караидельском районе Республики Башкортостан Российской Федерации. Входит в состав Кирзинского сельсовета.

## География

### Географическое положение
Расстояние до:
- районного центра (Караидель): 56 км,
- центра сельсовета (Кирзя): 18 км,
- ближайшей ж/д станции (Щучье Озеро): 152 км.

## Население
| 2002 | 2009 | 2010 |
| ---- | ---- | ---- |
| 11   | ↘1   | →1   |

Национальный состав
Согласно переписи 2002 года, преобладающие национальности — башкиры (55 %), татары (45 %).